# 国家学士文凭
国家学士文凭（Diplôme national de licence, DNL），简称Licence，由法国公立高等教育机构（例如大学）在获得法国业士文凭三年后颁发，相当于学士学位。该学位相当于180个欧洲学分（ECTS），授予与其同名的学位。该文凭既是国家文凭，也是高等教育的本科学位。获得学士学位的学生可以继续在大学深造，攻读国家硕士学位。

## 对比
| 博士 (3)  |
| 硕士(2)   |
| 本科(3)   |
| LMD新制度 |

| 博士 (3)                              |
| 高等深入研究文凭/高等专业研究文凭 (1) |
| Maîtrise(1)                           |
| 国家学士文凭 (1)                      |
| 普通大学学习文凭 (2)                  |
| 旧制度                                |